# Minamimaki
Minamimaki (南牧村, Minamimaki-mura) est un village situé dans le district de Minamisaku de la préfecture de Nagano, au Japon.

## Géographie

### Topographie
Le mont Iō, du groupe volcanique méridional de Yatsugatake, est situé à la limite du village de Minamimaki.